# Dania na Letnich Igrzyskach Olimpijskich 1948
Danię na Letnich Igrzyskach Olimpijskich 1948 reprezentowało 162 zawodników, 144 mężczyzn i 18 kobiet.

## Zdobyte medale
| Medal  | Zawodnik | Dyscyplina    | Konkurencja               |
| ------ | --- | ------------- | ------------------------- |
| Złoto  | Karen Hoff | Kajakarstwo   | K-1 500 m                 |
| Złoto  | Finn Pedersen Tage Henriksen Carl-Ebbe Andersen | Wioślarstwo   | dwójka ze sternikiem      |
| Złoto  | Paul Elvstrøm | Żeglarstwo    | klasa Laser               |
| Złoto  | Greta Andersen | Pływanie      | 100 m stylem dowolnym     |
| Złoto  | Karen Harup | Pływanie      | 100 m stylem grzbietowym  |
| Srebro | Johan Andersen | Kajakarstwo   | K-1 1000 m                |
| Srebro | Jakob Jensen Ejvind Hansen | Kajakarstwo   | K-2 1000 m                |
| Srebro | Karen Lachmann | Szermierka    | floret indywidualnie      |
| Srebro | Ebbe Parsner Aage Larsen | Wioślarstwo   | dwójka podwójna           |
| Srebro | Helge Halkjær Aksel Bonde Hansen Helge Muxoll Schrøder Ib Storm Larsen | Wioślarstwo   | czwórka bez sternika      |
| Srebro | Karen Harup | Pływanie      | 400 m stylem dowolnym     |
| Srebro | Eva Arndt-Riise Karen Harup Greta Andersen Fritze Carstensen Elvi Svendsen | Pływanie      | 4 × 100 m stylem dowolnym |
| Brąz   | Lily Carlstedt | Lekkoatletyka | rzut oszczepem            |
| Brąz   | Sven Wad | Boks          | waga lekka                |
| Brąz   | Axel Schandorff | Kolarstwo     | kolarstwo torowe – sprint |
| Brąz   | Birte Christoffersen | Skoki do wody | Wieża – 10 m              |
| Brąz   | Eigil Nielsen Viggo Jensen Knud Børge Overgaard Axel Pilmark Dion Ørnvold Ivan Jensen Johannes Plöger Knud Lundberg Karl Aage Præst John Hansen Jørgen Leschly Sørensen Holger Seebach Karl Aage Hansen | Piłka nożna   | turniej mężczyzn          |
| Brąz   | Erik Larsen Børge Raahauge Nielsen Henry Larsen Harry Knudsen Ib Olsen | Wioślarstwo   | czwórka ze sternikiem     |
| Brąz   | William Berntsen Klaus Baess Ole Berntsen | Żeglarstwo    | klasa Dragon              |
| Brąz   | Henrik Hansen | Zapasy        | waga półśrednia           |